# Osiedle socjalne na Zawadach w Poznaniu

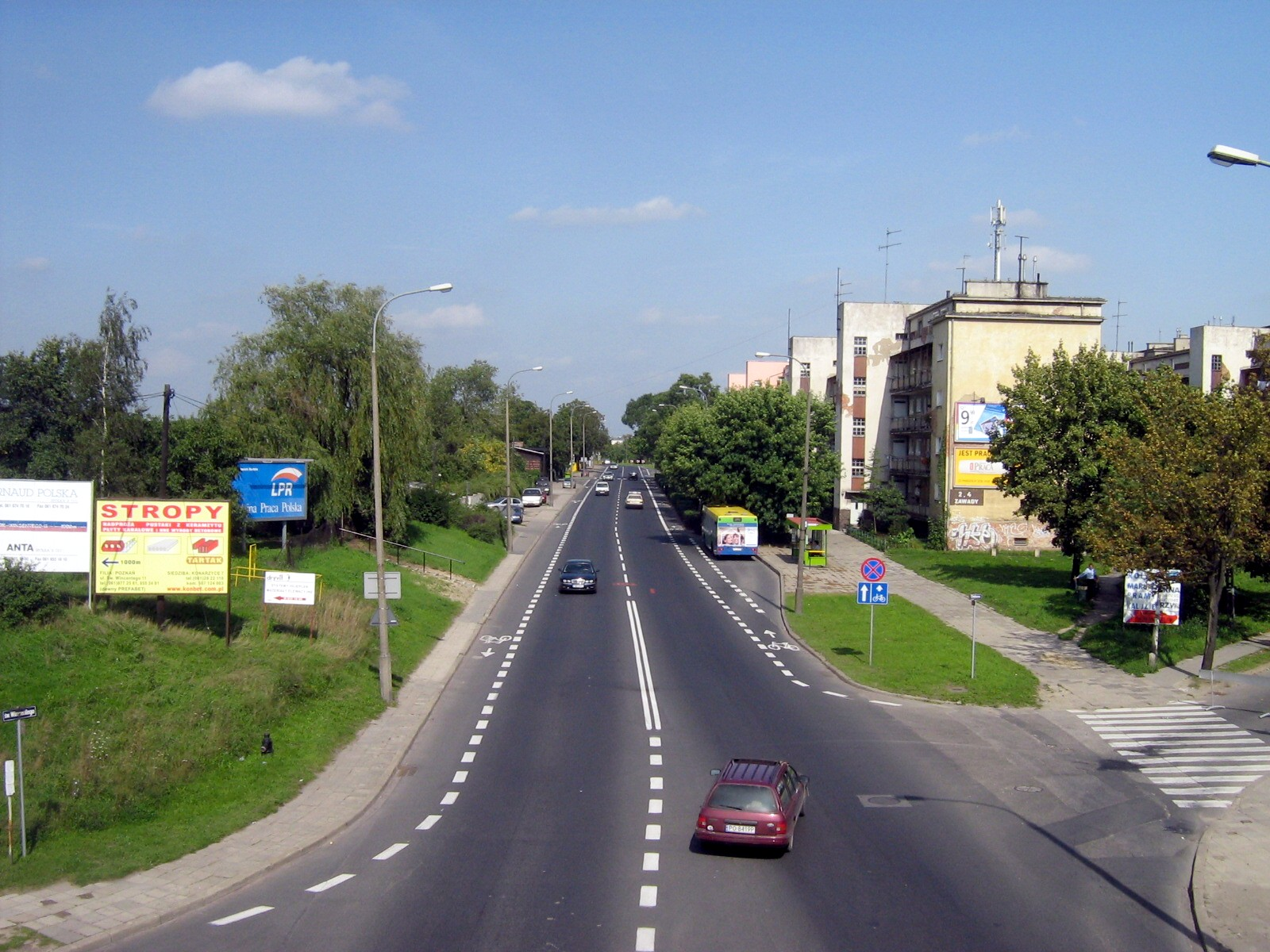
Teren dawnego osiedla po lewej stronie ulicy Zawady (po prawej widoczne osiedle galeriowców z lat 1935–1939)

Osiedle socjalne na Zawadach – jedno z pierwszych w Poznaniu międzywojennym osiedli socjalnych, zlokalizowane dawniej przy zbiegu ulic Zawady i św. Wincentego. 

## Geneza
Osiedle powstało, jako odpowiedź na narastające problemy mieszkaniowe rozwijającego się dynamicznie miasta, nie będącego w stanie zapewnić lokali mieszkalnych wszystkim, zwłaszcza słabiej sytuowanym, chętnym. Oferta mieszkaniowa osiedla adresowana była zwłaszcza do bezrobotnych. 

## Historia i architektura
Jednostkę zaprojektował Władysław Czarnecki (ówczesny naczelnik wydziału rozbudowy miasta), a pierwsze szachulcowe, tynkowane kolorowo baraki z wypełnieniem płytami trzcinowymi, oddano do użytku jesienią 1928. Ogółem zbudowano dziewięć baraków w układzie koszarowym, które mieściły 62 (lub 63) mieszkania z jedną izbą, ustępem i spiżarnią. Brak łazienek w lokalach zrekompensowano budową łaźni miejskiej. Zrealizowano też ośrodek zdrowia. Uliczki wewnątrzosiedlowe utwardzono głowaczami. Pomiędzy budynkami rozlokowano też place zabaw. Z uwagi na wybuch II wojny światowej nie zrealizowano zaplanowanej w 1939 zieleni parkowej. 
Osiedle przetrwało wojnę i służyło mieszkańcom do lat 70. XX wieku, kiedy to zostało rozebrane, a teren zamieniono na skwer.

## Sąsiedztwo
W bezpośrednim sąsiedztwie osiedla znajdowały się: przytulisko dla bezdomnych, osiedle bloków galeriowych, zespół domów szkieletowych, budynek Pebeco.